# Ryegård
Ryegaard er en herregård der ligger ved Kirke Såby (Kirke Sonnerup Sogn, Voldborg Herred, tidligere Bramsnæs kommune, nu Lejre kommune) mellem Roskilde og Holbæk. Ryegaard var tidligere en del af stamhuset Rosenkrantz, som også ejer Trudsholm. Ryegaard har siden 1824 været familien Scheels eje. 

## Ryegaard, en herregård i Bramsnæs fortæller historie
Det ældste Ryegaard lå i landsbyen Rye, umiddelbart vest for kirken. Her blev sporene af en frådstensbygning og en murstensbygning afdækket af Roskilde Museum i 1987.
Fra skriftlige kilder ved vi, at Johanne Oxe omkring 1575 flyttede hovedgården væk fra fællesskabet med landsbyen og ca. 1 km. mod vest. Her blev der i tidens stil udgravet en voldgrav omkring en holm, hvorpå hovedbygningerne blev opført. Det var to parallelle bindingsværksbygninger i to stokværk med udskårne dekorationer i træværket. Det er uvist, om de to huse på et tidspunkt har været forbundet med en fløj.
Avlsgården lå øst for slotsholmen, og desuden lå der nogle boliger, et gartneri og senere et enkesæde syd for dette dobbeltanlæg.
Det andet Ryegaard er foreviget på forskellige malerier fra 1800-tallet. Desuden fremgår placering af bygninger og haveanlæg af nogle kort fra samme periode.
De første 200 år skete der kun små ændringer med Ryegaards bygninger, men da Frederik Christian Rosenkrantz Scheel i 1862 overtog godset, blev stort set alt ændret. Han lod over en snes år alt det gamle rive ned, både hovedbygninger og hele avlsgården. Der er derfor i dag kun en stald fra 1656 tilbage af det gamle anlæg, og desuden skal enkeltdele af 1500-tals bindingsværket være bevaret i det lille Galtebjerghus.
Det tredje Ryegaard stod færdigt i 1880, igen en meget tidstypisk bygning nu med tre fløje, kamtakkede gavle, midtertårn med et stejlt tag og meget store vinduer alle steder. Bygningen var i røde mursten og bygget med meget brede spænd mellem de bærende mure. Indretningen af bygningen samt byggemåden gjorde den efterhånden ubeboelig, da antallet af tjenestefolk mindskedes efter Anden Verdenskrig. Herskabet flyttede ind i Enkesædet, og slottet blev kun sjældent brugt. I 1974 blev det revet ned, og slotsholmen er i dag tom for bygninger.

## Land- og skovbrug
· Landbrug (450 hektar, ren planteavl)
- Hovedafgrøderne er græsfrø, hvede og byg. Ryegaard Landbrug avler afgrøder af høj kvalitet, hvilket giver sig udslag i at kornprodukterne efterfølgende anvendes til brødfremstilling og maltning. Græsfrøene bliver opkøbt af et af Danmarks førende frøavlerfirmaer, der eksporterer græsfrø til hele verden. 
· Skovbrug (420 hektar, herunder detailsalg af juletræer)
- Ryegaard omfatter følgende skove: 
Ryegaard Dyrehave, 
Store Indhegning,
Garveriskoven,
Strandskoven,
Lille Indhegning,
Ordrup Skov,
Holmeskov,
Enghaveskov,
Torkildstrup (med Trudsholm Dyrehave).
Skovbruget på Ryegaard dækker 420 hektar, eller ca. 40 % af det totale areal.
. Entreprenøropgaver indenfor planteavl og landbrugsarealer
· Udlejning (i alt 30 ejendomme herunder Trudsholm)
· Udlejning af arealer både til jagt, græsning og forskellige arrangementer.

## Trudsholm
Den ældste herregårdsbygning i Bramsnæs er Trudsholm, men det ser ikke sådan ud ved første blik. 
I tidlig middelalder kendes en herregård i Sonnerup Sogn under navnet Grubbe-Ordrup. Måske er det samme gods som Trudsholm, der først fik dette navn i 1580'erne. Godset hed da Horsestald, og ejeren Ide Trudsdatter Ulftand har sandsynligvis opkaldt godset efter sin fader. Ide Trudsdatter blev gift i 1551, samme år som hovedbygningen blev opført ifølge en nu forsvundet indskrift.
Denne bygning er et klassisk renæssancehus med 1,5 m. tykke mure og er beliggende nord-syd. Der er kun kælder under ca. 3/5 af huset i den sydlige del. På vestfacaden kan man skelne en sammenbygning ud for kælderens trappetårn, lidt forskudt for facadens midte i nordlig retning, men stadig ud for den del af bygningen, der har kælder.
Hovedbygningen har sammen med avlsbygningerne ligget på en holm omgivet af voldgrave. Et par malerier fra 1800-tallet giver sammen med kortmateriale et indtryk af det gamle anlæg.
I 1870'erne blev også Trudsholm "offer" for Frederik Christian Rosenkrantz Scheels byggelyst. Der findes et sæt tegninger fra marts 1874 med planer for ombygningen, der foregik i de følgende år. Huset mistede sit udvendige trappetårn og de høje gavle med kamtakker. Taget blev lavere og skiferklædt, og alle indvendige skillerum blev tilsyneladende ændret.
Bjælkelagene i etageadskillelserne er muligvis også ændret, i alt fald mellem kælder og stueetage. Der kan således have været hvælvede kældre, men vi ved det ikke. Sammen med en ny indvendig opdeling af huset blev der også anbragt vinduer herefter. Udvendigt er huset overkalket. 
Ved ombygningen fremkom en bolig, meget lig nybyggede herskabslejligheder i København med høje smalle døre og indvendige trapper af træ.
Avlsbygningerne blev også bygget om, blandt andet i tidens foretrukne byggemateriale til den slags, dvs. tilhuggede kampesten. Der havde i mange år været og blev fortsat drevet et større herregårdmejeri på Trudsholm.
I dag er der kun en enkelt avlslænge tilbage, og Trudsholm hovedbygning sover tornerosesøvn. Huset har stået uden beboere i en snes år, og tiden og tomheden har været hård ved den by-borgerlige indretning. Måske havde huset i den gamle form fra før ombygningen klaret sig bedre, men det havde stadig ikke været velegnet til et moderne liv.
Huset og den bevarede staldlænge udlejes til fester og andre arrangementer og kan med pyntning og stearinlys blive vældigt stemningsfuld.

## Ejere af Ryegaard
- Ca. 1200-1350 Kronen
- 1350-1362 Folmer Folmersen
- 1362-1387 Jacob Olufsen Lunge
- 1387-1403 Oluf Jacobsen Lunge
- 1403 Anders Nielsen Panter (parthaver), Anders Jacobsen Lunge (parthaver)
- 1403 Anders Jacobsen Lunge (eneejer)
- 1403-1412 Folmer Jacobsen Lunge
- 1412-1421 Sophie Folmersdatter Lunge
- 1421-1451 Claus Serlin
- 1451-1492 David Arildsen Quitzow
- 1492-1531 Niels Clausen Kraus
- 1531-1554 Erik Eriksen Banner
- 1554-1573 Frants Banner
- 1573 Kronen
- 1573-1589 Johanne Oxe
- ca. 1603 Joh. Barnekow
- ca. 1620 Eiler Gyldenstierne
- 1622 Axel Urne
- 1640-1667 Niels Trolle
- 1667-1680 Holger Trolle
- 1680-1709 Christian Trolle
- 1709-1734 Hilleborg Gyldenstierne
- 1735-1745 Iver Rosenkrantz
- 1745-1762 Charlotte Amalie Skeel
- 1762-1802 Frederik Christian Rosenkrantz
- 1802-1824 Niels Rosenkrantz
- 1824-1862 Henrik Jørgen greve Scheel
- 1862-1912 Frederik Christian greve af Rosenkrantz Scheel
- 1912-1917 Henrik Jørgen greve Scheel
- 1917-1962 Frederik Christian Rosenkrantz greve Scheel
- 1962-1991 Niels Henrik Rosenkrantz greve Scheel
- 1991-1998 Johan Christian Rosenkrantz greve Scheel / Niels Henrik Rosenkrantz greve Scheel
- 1998-2021 Johan Christian Rosenkrantz greve Scheel
- 2021- Frederik August Rosenkrantz Scheel

## Ekstern henvisning
- Ryegaard Land- og Skovbrug